# Bosco Szent János

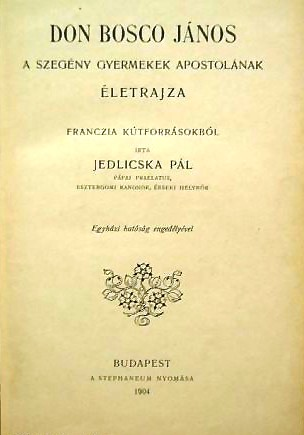
Jedlicska Pál: Don Bosco János

Bosco Szent János (született Giovanni Melchiorre Bosco Ochienna; Castelnuovo d'Asti, 1815. augusztus 16. – Torino, 1888. január 31.) olasz katolikus pap, a Szalézi Társaság férfi szerzetesrend megalapítója. Gyakran csak Don Boscóként emlegetik.

## Életútja
Szegény családban született 1815-ben. Kétéves volt csupán, amikor édesapja meghalt, így édesanyja, Margherita Occhiena egyedül nevelte három gyermekét. Jánosnak ezért már zsenge korában pásztorként kellett dolgoznia. Eleinte a helybéli plébános tanítgatta, de a család szegénysége miatt nem sok reménye volt a továbbtanulásra, noha éles elméje és jó memóriája volt. Tanulmányait 1831-ben tizenöt évesen kezdte meg Chieriben. A tandíjhoz szükséges pénzt nyomorúságos körülmények között saját maga kereste meg. 1835 és 1841 között ugyancsak Chieriben végezte teológiai tanulmányait, melynek befejezésével Torinóban pappá szentelték.
Itt határozta el, hogy életét a szegény sorsú gyermekek segítésének és nevelésének szenteli, Néri Szent Fülöp példáját követve. Az oratorióban 1842 februárjában húsz, 1846 márciusában már négyszáz utcáról összeszedett szegény fiú tanult nála. Az órákat eleinte a szabad ég alatt, a város környékén sétálva tartották, majd amikor 1844 őszén Boscót a Rifugio – azaz a prostitúciótól fenyegetett leányok menedékének – káplánjává nevezték ki, felettese két termet biztosított céljaira. Később ezeket kápolnává alakították át.
Hivatása folytatása többször is akadályokba ütközött, és kitartását, amellyel küzdött, betegesnek minősítették. A termeket elvették tőle, így Bosco lakásokat bérelt, és ott folytatta a fiúk nevelését. Édesanyja is csatlakozott hozzá, és életének utolsó tíz évében az első szaléziánus gyermekotthonban dolgozott. Utóbb a városi hatóságok is felismerték Bosco kezdeményezésének fontosságát.

### Kapcsolata IX. Piusz pápával
IX. Piusz Bosco Szent János pápája volt. Legelőször 1858. március 9-én volt kihallgatáson nála, és mindkettőjüknek olyan benyomásuk volt a másikról, mintha egy szenttel találkoztak volna. Piusz támogatta és irányította Don Boscót a szalézi rend megalapításában. Ő ajánlotta neki, hogy nevezze „társaságnak”, lépést tartva a korral, hogy tegyenek fogadalmat, de ne ünnepélyes keretek között. Továbbá egyszerű öltözéket javasolt, a lelki életben pedig hatékony, de nem túl bonyolult gyakorlatokat. Rábeszélte Don Boscót, hogy írja meg Emlékiratait, lelki örökségül hagyva a szaléziaknak. Pápasága alatt jóváhagyta a Szalézi Társaságot és szervezeteit: a Segítő Szűz Mária Leányai Intézményét és a Szalézi Munkatársak Egyesületét, amelynek első tagjai között volt ő maga is.
Don Bosco nagyon tisztelte, szerette a pápát, elfogadta annak minden tanácsát, akkor is, ha nagy áldozatokat követelt tőle. De Piusz is nagyra becsülte őt, és néhány alkalommal elhívta Rómába, hogy kényes kérdésekben kikérje véleményét.

## Magyarul megjelent művei
- Tiszteletreméltó Savio Domonkos; ford. Ádám László; Szalézi Művek, Rákospalota, 1948
- Nem elég szeretni őket. Bosco Szent János 1884-ben írt levele; Don Bosco Szalézi Társaság Magyar Tartomány, Budapest, 1993
- A szalézi Szent mondta... Don Bosco gondolatai; összegyűjt. Teresio Bosco, ford. Szőke János; Don Bosco, Budapest, 2000
- Tiszteletreméltó Savio Domonkos; ford. Ádám László; Don Bosco, Budapest, 2004
- A gyermekeké a jövő. Don Bosco szól a világ gyermekeihez; ford. Szőke János; Don Bosco, Budapest, 2004
- Don Bosco "jóéjszakát"-jai és álmai. Nevelési útmutató a mindennapokra a megelőző módszer szerint; szerk. Emilio Zeni, Egidio Deiana; Don Bosco, Budapest, 2009
- Oratóriumi emlékiratok. A Szalézi Szent Ferenc Oratórium emlékiratai 1815-től 1855-ig; bev., jegyz. Aldo Giraudo, ford. Andrásfalvy András, tanford. Nagy Brigitta; Don Bosco, Budapest, 2012
- Legyetek vidámak! Don Bosco gondolatai az év minden napjára; ford. Sziklai Zita; Szt. Gellért–Don Bosco, Budapest, 2016

## Emlékezete

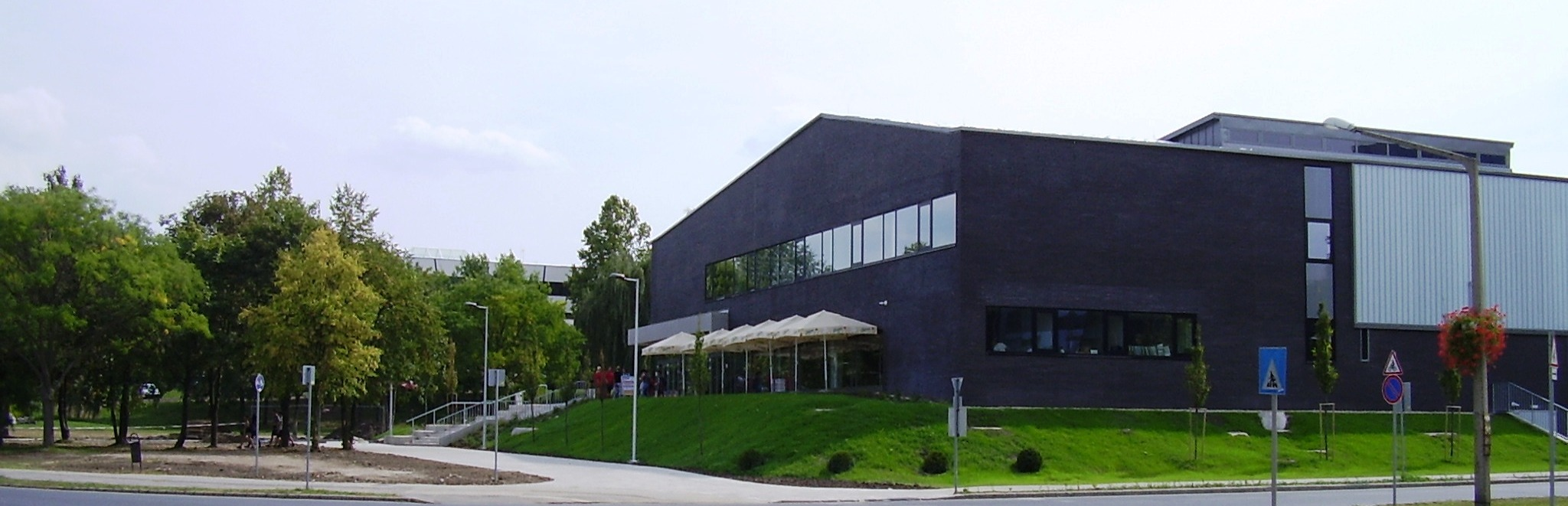
A Don Bosco Sportközpont, Kazincbarcika

- Don Bosco születésének 200. évfordulója tiszteletére 2015-ben rockoperát mutattak be Magyarországon.[2] A Gyermekek fénye című musicalt Szőke István Atilla írta, zeneszerző: Szűts István, színpadra alkalmazta és rendezte: Vizeli Csaba. A rockoperát a komáromi Magyarock Dalszínház művészei játsszák.[3] Don Bosco szerepében Vadkerti Imre, az idős Don Bosco: Gerdesits Ferenc, Ratazzi miniszter: Laklóth Aladár[4]
- 2016. szeptember 2-án avatták fel Kazincbarcikán a Don Bosco Sportközpontot.[5][6]

## Képgaléria

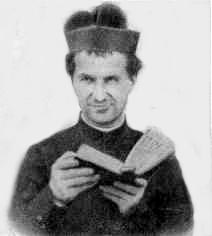
Don Bosco 1858-ban
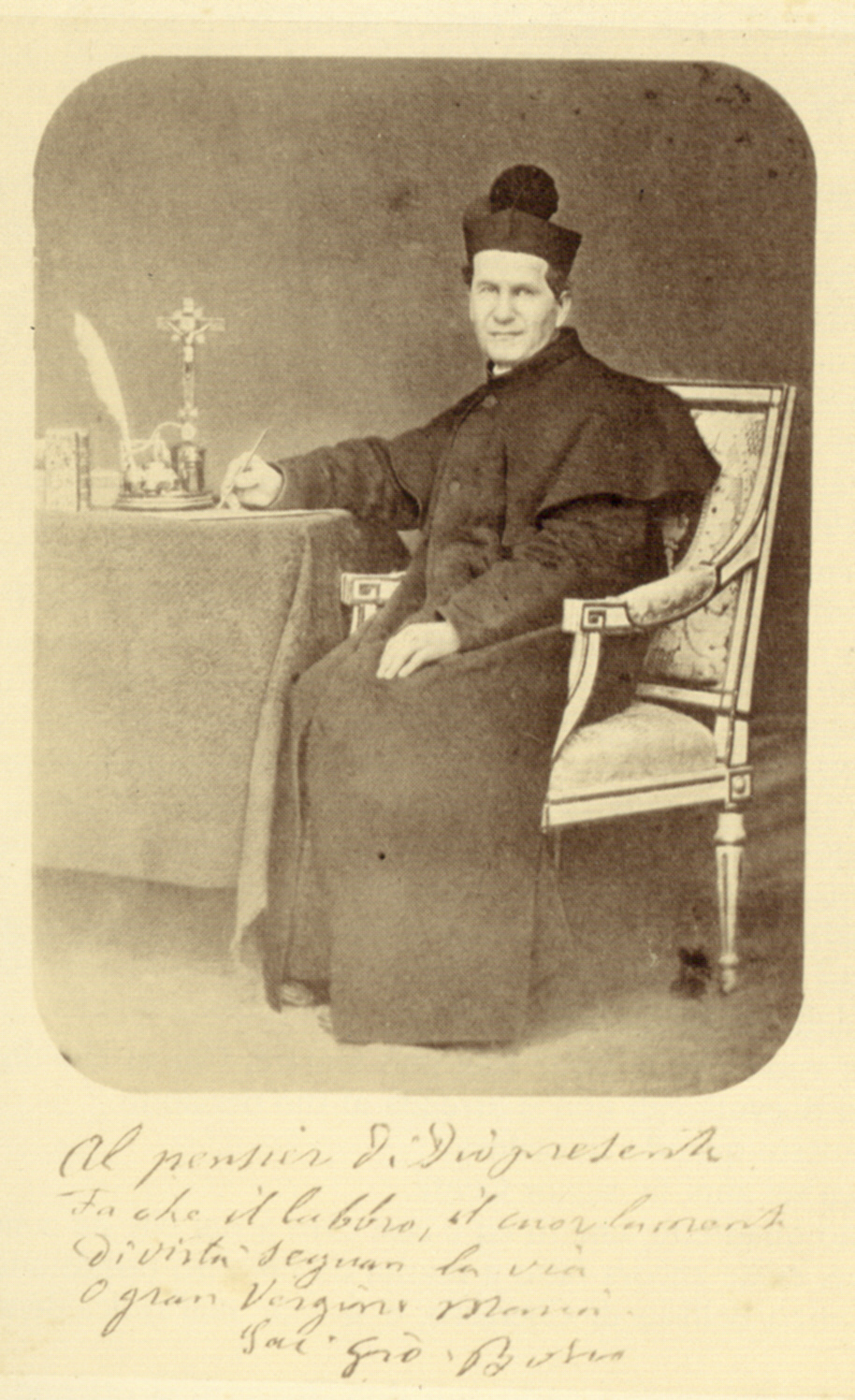
Don Bosco 1868 táján
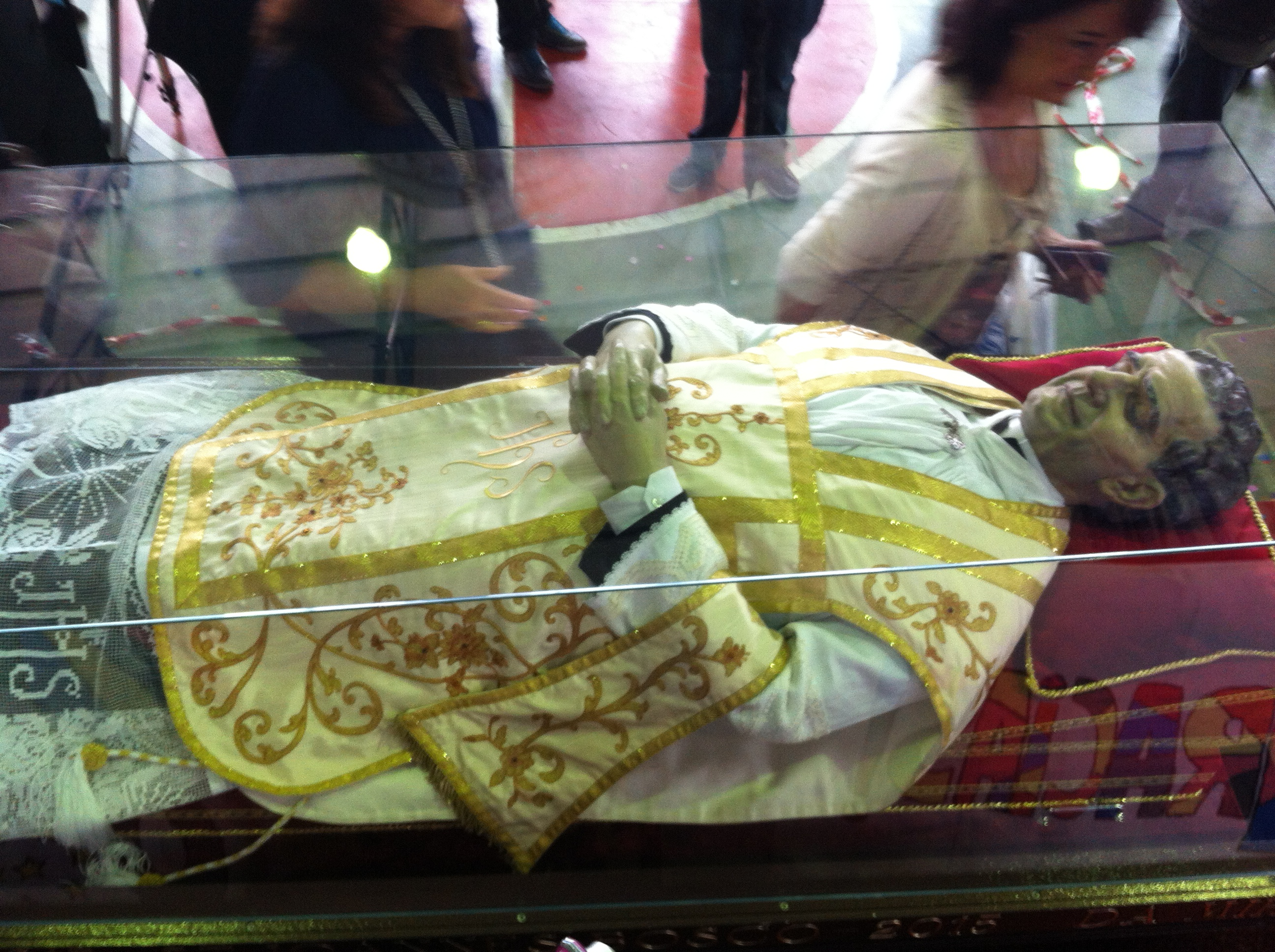
Bosco Szent János ereklyéje
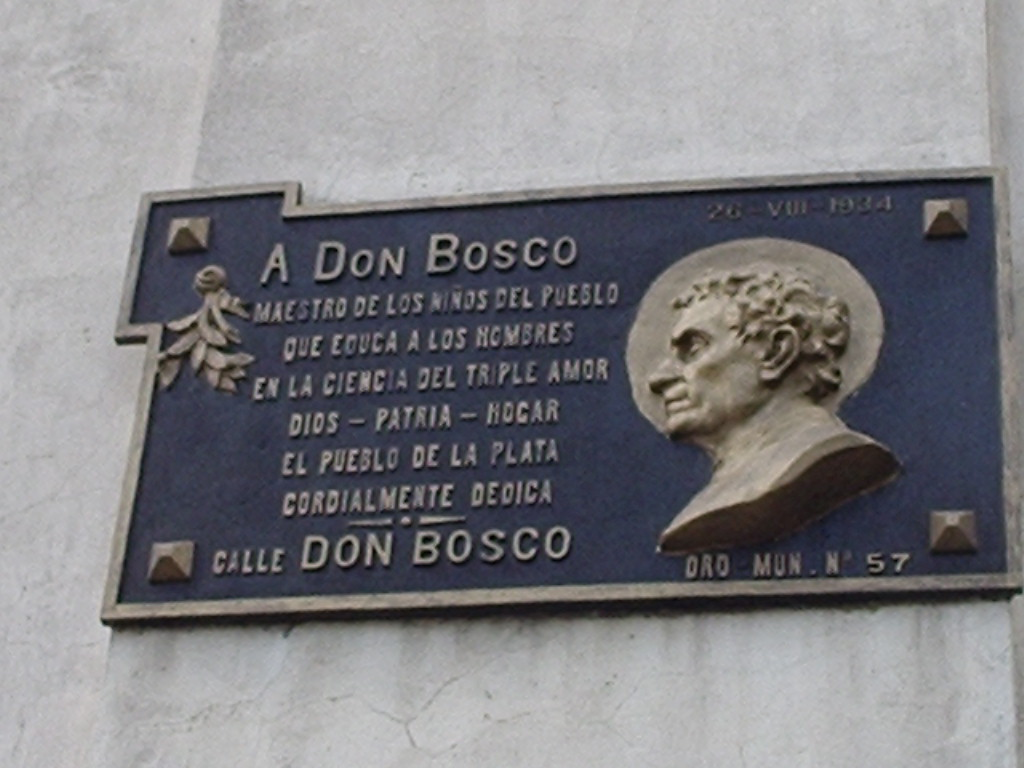
Hódolat Don Bosco előtt (Argentína)

## Irodalom

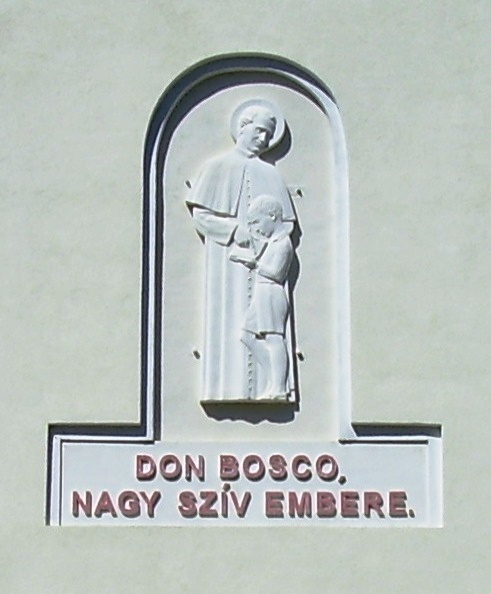
Don Bosco emléktáblája Kazincbarcikán

## További információ
- Pénteken érkezik a szalézi rend alapítójának ereklyéje Magyarországra (opont.hu, 2013. 05. 16.)
- Gyermekek fénye rockopera YouTube (1:30:17)